# Hirstiosoma novaehollandiae
Hirstiosoma novaehollandiae är en spindeldjursart som beskrevs av Womersley 1936. Hirstiosoma novaehollandiae ingår i släktet Hirstiosoma och familjen Smarididae. Inga underarter finns listade i Catalogue of Life.